# Bad Münster am Stein-Ebernburg
Bad Münster am Stein-Ebernburg – dzielnica uzdrowiskowa miasta Bad Kreuznach w Niemczech, w kraju związkowym Nadrenia-Palatynat, w powiecie Bad Kreuznach, w gminie związkowej Bad Münster am Stein-Ebernburg. Do 30 czerwca 2014 samodzielne miasto.
Leży ok. 50 km na południowy zachód od Moguncji. W 2009 miasto liczyło 3 852 mieszkańców. Przez dzielnicę przebiega droga krajowa B48.